# رافريتسي
رافريتسي (بالبلغارية: Ралевци)‏ قرية تقع إدارياً ضمن تريافنا في بلغاريا. ويبلغ عدد سكانها 3 نسمة حسب تعداد 15 مارس 2015. تعتمد رافريتسي للبريد على الرمز البريدي 5367.